# ゲームボーイアドバンス専用ワイヤレスアダプタ
ゲームボーイアドバンス専用ワイヤレスアダプタ（ゲームボーイアドバンスせんようワイヤレスアダプタ）は、ゲームボーイアドバンスの周辺機器である。通信ケーブルを使用せずに無線通信により最大5台までの通信プレイを可能にする。
対応ソフトで通信ケーブルの代用として使用できる他、データ転送量や同時通信人数の多さを活かして独自の通信が行えるものもある。

## 概要
『ポケットモンスター ファイアレッド・リーフグリーン』の付属品という形で2004年1月29日に登場、2004年7月15日に単品で発売され、2005年にはゲームボーイミクロ用も発売された。いずれも単体価格は2,000円である。なおポケットモンスターは後に本品が付属しない代わりに3,800円の廉価版も発売された。
公称の最大通信距離は正面3メートル（以下、m）以内とされているが、障害物や電波の妨害および干渉が無ければ約70m離れた状態でも通信可能なことが確認されている。3m以内でお互いが向かい合っていれば非常に安定した接続が行えるので、多重接続すると接触不良の危険が大きくなってしまうことが弱点の通信ケーブルに対し、特に多人数での通信に便利である。テーブル席などプレイヤーの位置が限定される状況においても効果的と言える。
注意点としては、無線LANを使用している機器の近くで使用すると、無線LAN通信を妨害する恐れがある。
『ポケモン』や『ロックマンエグゼ』などのキラータイトルを対応させて普及を図ったが、その後発売されたソフトは従来の通信ケーブルのみ使用可能なものが大半であったため、結果としてあまり普及しなかった。

## ジョイスポット
2004年3月25日から2005年7月8日まで、このアダプタを使用し、特定のサービス実施店で新データの配信を受けたり、メーカーの用意したデータとの対戦が楽しめる「ジョイスポット」サービスが行なわれていた。
ジョイスポットの正体は特殊なカートリッジを挿入したゲームボーイアドバンスであり、通常は黒い箱に収められて店の一角（多くは月刊任天堂店頭デモ稼働機の付近）に設置されていた。月刊任天堂とともに1ヶ月ごとに内容が更新されていた模様。
ポケモンセンター各店ではより通信機能が強化されたものが設置され、他店と連携したプレイヤーランキングが随時モニターに映し出されていた。

## 対応ソフト
- ポケットモンスター ファイアレッド・リーフグリーン・エメラルド
  - 通信システムも参照
- ファミコンミニシリーズ
- 続・ボクらの太陽 太陽少年ジャンゴ / 新・ボクらの太陽 逆襲のサバタ
- ロックマンエグゼ5 チームオブブルース・チームオブカーネル
- ロックマンエグゼ6 電脳獣グレイガ・電脳獣ファルザー
- 桃太郎電鉄G ゴールド・デッキを作れ!
- 千年家族
- マリオゴルフ GBAツアー
- bit Generationsシリーズ（BOUNDISH、DIALHEX、COLORIS、DIGIDRIVEの4種のみ）